# 熱血大陸バーニングヒーローズ
『熱血大陸バーニングヒーローズ』は、1995年3月17日に日本のエニックスから発売されたスーパーファミコン用ロールプレイングゲーム。
4人の主人公から1人を選択する事で、4つの異なるストーリーが展開するというオムニバス形式の作品になっている。特定の条件を満たす事でさらに異なる主人公を選択できるようになり、4つのシナリオが追加される仕組みとなっている。
各シナリオには最初に選択したキャラクター以外に別の主人公が存在している。ひとりのキャラクターのシナリオをクリアすると、同じシナリオ内の相対するキャラクターで最初から違う道筋のゲームを始めるシステムを取り入れている。
開発はジェイフォースが行い、プロデューサーは後に『ミスティックアーク』（1995年）を手掛けた菊本裕智および斉藤陽介、企画・脚本はコナミのPlayStation用ソフト『みつめてナイト』（1998年）を手掛けた田村純一、音楽は『ブレインロード』（1994年）を手掛けた榎木淳および赤堀正直、キャラクター・デザインはイラストレーターの竹浪秀行が担当している。

## ゲーム内容
本作の特徴は、ゲームスタート時に8人（最初は4人）のキャラクターの中から主人公をひとり選択することである。また、主人公がダメージを受けると熱血値が上昇し、100%に達すると主人公が「バーニングドラゴン」を召喚して敵全体に大ダメージを与える。主人公やレベルによってドラゴンの色や形が違う。主人公以外の仲間キャラは常にオートで行動し、代わりに様々な効果のある陣形を使い分ける事で作戦を組み立てる戦闘システムが特徴的。数十個×8人分と膨大な数の陣形が用意されているが、陣形の実際の効果についてゲーム中では表示がないため使って確かめるしかない。

## 登場人物

### 主人公キャラクター
プレイ開始時に以下の8人から主人公を1人選択する。リュウ、ライラ、ガオウ、ナーガの4人は最初から選択できるが、残りの4人は特定の条件を満たす必要がある。
リュウ（タイプ：熱血ファイター、ソウルカラー：情熱の赤）
父アダムに捨てられた過去を持つ少年。父を越えるために腕試しの旅に出る。父アダムは7年前に天魔ジャコウを倒した英雄。
ライラ（タイプ：おたからハンター、ソウルカラー：静かなる白）
一目惚れしたフーガに頼まれ、ジャボールを探す旅に出る。
ガオウ（タイプ：弾丸ファイター、ソウルカラー：情熱の赤）
仲間のアスカを殺した容疑者であるタイガを捕らえるために相棒のフローズとともに旅立つ。ガオウの町での評判はかなり悪い。
ナーガ（タイプ：まじかるファイター、ソウルカラー：怒れる茶）
鎧をまとった少女。商人ギルドに多額の借金をしており、ギルドにパシられている。
ロウガ（タイプ：さむらいファイター、ソウルカラー：静かなる白）
病気の妹リチアを救うため旅に出る。
シェン（タイプ：はっするマスター、ソウルカラー：いやしの緑）
雨の都のガーディアン。7年以上前の記憶がない。容姿はトカゲに似ており、人間には見えない。
ショコラ（タイプ：まじかるファイター、ソウルカラー：やすらぎの青）
結婚式当日に失踪した姉の婚約者タイガを探すため、姉エクレアとともに旅に出る。
メビウス（タイプ：まじかるファイター、ソウルカラー：静かなる白）
アイリスに仕える従者。わがままな主人アイリスに振り回されている。

### 仲間キャラクター
主人公とともに冒険する仲間たち。街などで声を掛けると仲間にできる。パーティーは最大5人までであり、満員のときは誰かと入れ替える必要がある。戦闘中、仲間は各自の判断で行動する。
フローズ、エクレア、アイリスはそれぞれガオウ、ショコラ、メビウスの固定NPCであり、仲間から外すことはできない。
フローズ（タイプ：まじかるファイター、ソウルカラー：静かなる白）
エクレア（タイプ：まじかるファイター、ソウルカラー：情熱の赤）
アイリス（タイプ：さむらいファイター、ソウルカラー：情熱の赤）
ヴァド（タイプ：熱血ファイター、ソウルカラー：怒れる茶）
ロック（タイプ：熱血ファイター、ソウルカラー：怒れる茶）
キッド（タイプ：弾丸ファイター、ソウルカラー：情熱の赤）
グッチ（タイプ：おたからハンター、ソウルカラー：静かなる白）
バーバラ（タイプ：さむらいファイター、ソウルカラー：静かなる白）
ステシア（タイプ：まじかるファイター、ソウルカラー：やすらぎの青）
ダン（タイプ：まじかるファイター、ソウルカラー：怒れる茶）
ライオス（タイプ：まじかるファイター、ソウルカラー：情熱の赤）
リーザ（タイプ：はっするマスター、ソウルカラー：いやしの緑）

### その他のキャラクター
ギルドメア：炎の都・城主モユル、水の都・城主ミズノ、雨の都・城主ライウ
カイザナーブ帝国：3代天帝ハルド・カイザル
紅の党
商人ギルド
死の商人&商の都・城主セル
黒仮面、ヘル・カノン、ドロール
エメス&パレットガールズ（レッド、ブルー、グリーン、イエロー、パープル）
怪人アッドム
ザデス

## 設定
熱血召喚
熱血値が100%になると使用できる必殺技。人間のリーサル・エナジーを発動させて使う。出現するエナジー体はドラゴンのように見えるが、これは相手の恐怖心によってイメージ化されたものである。かつて、今の人間がある生命体を滅ぼすときに使ったといわれる。
アストラリア伝説
今の人類の祖先がはるか昔に浮遊大陸アストラリアから地球へと移住してきたとされる伝説。歴代の天帝によって封印されてきたのだが、なぜか帝国の研究者たちの口は軽く、見ず知らずの主人公に簡単に教えてくれる。
星の扉
地球とアストラリアをつなぐゲート。星の遺跡の最深部にある。扉を開くと世界が滅亡するという伝承がある。
天魔ジャコウ
7年前に突如、現れた怪物。アストラリアからやってきたと噂されるが真相は不明。破壊の限りを尽くしたが、星の遺跡でリュウの父・戦士アダムによって倒された。
ギルドメア
炎の都、水の都、雨の都の三都を中心に構成される国家。ギルドメアは三都の城主の協議によって統治される。城主は選挙によって選出され、任期は3年である。
エサリアラの民
カイザナーブ帝国領に住む少数民族。歴代の天帝によって差別・迫害されてきた。だが、なぜか領民の多くはエサリアラの民に対してあまり差別意識はなく、むしろ同情的である。現在は古代遺跡の里に住んでいるが、他国へ亡命した者も多い。古代伝承が現在でも受け継がれており、人間の罪を今に伝えている。

## スタッフ
- 企画：佐野一直、横塚英一郎、田村純一
- フィールド・プログラム：渡辺紀之
- ウィンドウ・プログラム：菊地正彦
- バトル・プログラム：佃皇治、地場衛
- 背景グラフィックス：長島茂人、野添康生、岳浪秀行
- オブジェクト・グラフィックス：武浪秀行、野添康隆
- キャラクター・デザイン：竹浪秀行
- モンスター・デザイン：田中銃馬
- キャラクター・イラスト：鈴木雅洋
- グラフィック・サポート渡部直樹、菊地正彦、車電吉、高橋雅、高橋一志
- （株）ジェイ・フォース：青山靖基
- 音楽：（株）オーパス、榎木淳、赤堀正直
- アートワーク：大石直樹、大塚充、難波彰
- パブリシティー：曽根康征、斉藤義久
- スペシャル・サンクス：杉中直人、滋野暁崇、黒田浩文、佐々木豊、松本圭介、高橋みどり、岩切政善、一沢太郎、吉田謙一郎、林勉、柿沢稔、石塚大輔
- テクニカル・サポート：矢作貞雄、武下善郎、狩野健二郎、本間和文
- エニックス・スタッフ：本多圭司、丸山茂樹、山本秀樹、矢作美奈、宮崎委子、中目乃利子、永瀬美和
- プロデューサー：菊本裕智、斉藤陽介
- エグゼクティブ・プロデューサー：千田幸信
- パブリッシャー：福嶋康博

## 評価
ゲーム誌『ファミコン通信』の「クロスレビュー」では6・6・8・8の合計28点（満40点）、『ファミリーコンピュータMagazine』の読者投票による「ゲーム通信簿」での評価は以下の通り、20.9点（満30点）となっている。
| 項目 | キャラクタ | 音楽 | お買得度 | 操作性 | 熱中度 | オリジナリティ | 総合 |
| 得点 | 3.6        | 3.5  | 3.4      | 3.5    | 3.5    | 3.5            | 20.9 |

## 関連書籍
- 熱血大陸バーニングヒーローズ 公式ガイドブック、エニックス、1995年、ISBN 4-87025-802-1